# Valveless

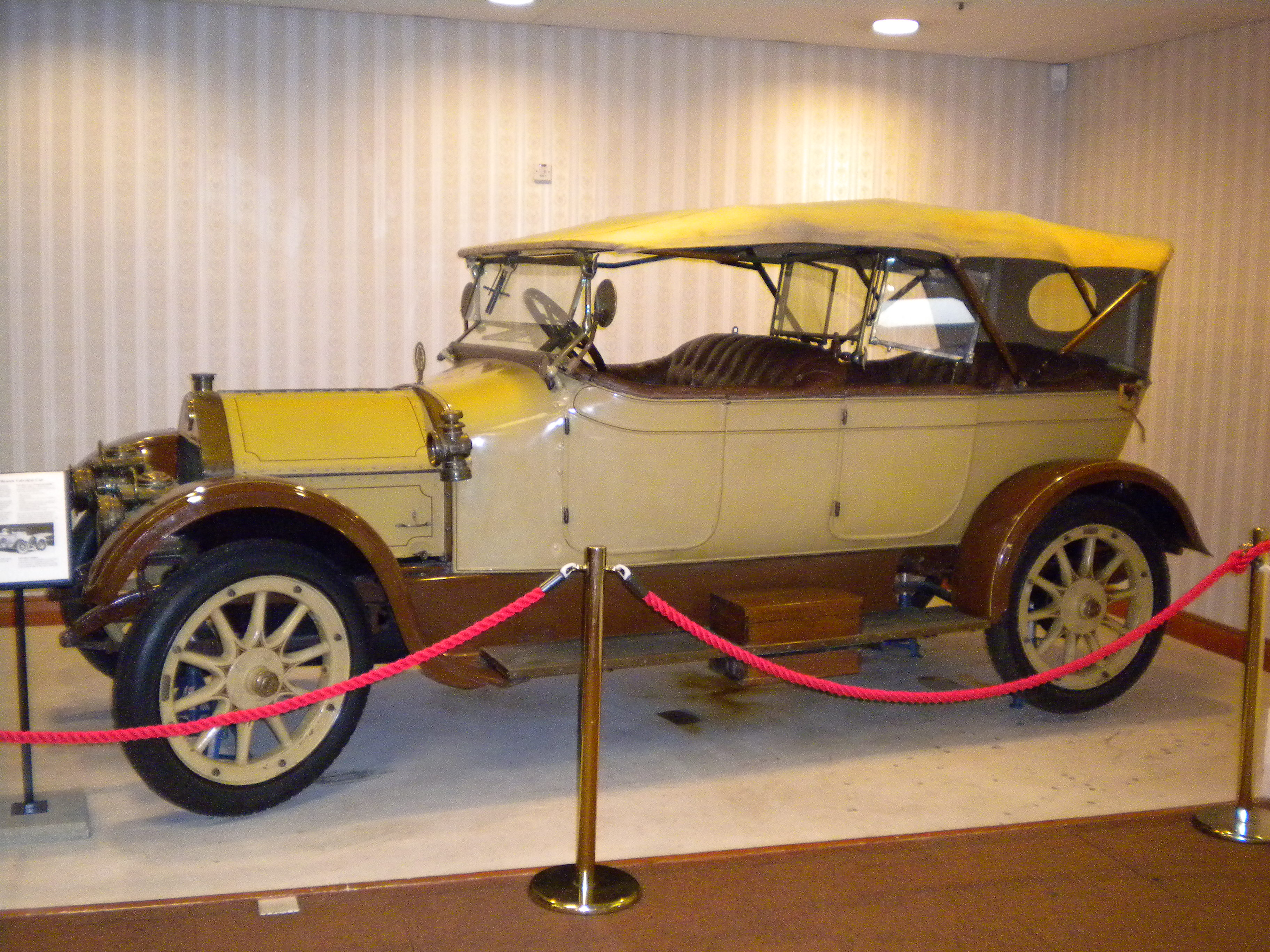
Valveless

Valveless war ein englischer Hersteller von Automobilen aus Huddersfield in West Yorkshire, der 1908 von Ralph Lucas gegründet wurde. Lucas hatte bereits seit 1901 Fahrzeuge unter diesem Markennamen hergestellt, ohne ein Unternehmen zu gründen. Später übernahm die David Brown Group den Betrieb. 1915 endete die Produktion.

## Die Modelle
Alle Modelle ab 1908 besaßen einen Zweizylinder-Zweitaktmotor, der als Frontmotor eingebaut war und die Hinterräder antrieb.

### 20 HP und 25 HP
1908 gab es das Modell 20 HP mit 3891 cm³ Hubraum, das von 1909 bis 1911 mit gleichem Hubraum 25 HP genannt wurde.

### 15 HP
Der Motor dieses Modelles hatte von 1911 bis 1915 in der Standardausführung 2503 cm³ Hubraum, zusätzlich gab es 1913 eine Sonderausführung mit 2777 cm³ Hubraum.

### 19,9 HP
Dieses Modell hatte in den Jahren von 1913 bis 1914 einen Motor mit 3217 cm³ Hubraum, der 1915 auf 3546 cm³ erhöht wurde.
Ein Fahrzeug ist im Tolson Memorial Museum in Huddersfield, West Yorkshire zu besichtigen.